# اسطوره‌شناسی یونانی-رومی

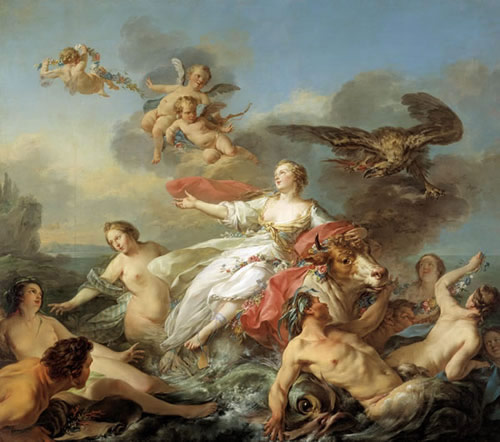
Le Rapt d'Europe («ربودگی اروپا»، ۱۷۵۰) اثر ژان باپتیست ماری پیر (موزه هنر دالاس)

اسطوره‌شناسی یونانی-رومی (به انگلیسی: Greco-Roman mythology)، اسطوره‌شناسی کلاسیک (به انگلیسی: Classical mythology) یا اسطوره‌شناسی یونانی و رومی، هم پیکره و هم مطالعه اسطوره‌های یونانیان باستان و رومیان باستان است که با نظریه دریافت فرهنگی از آنها استفاده یا تبدیل می‌شود. همراه با فلسفه و اندیشه سیاسی، اسطوره‌شناسی یکی از نمایانگر عمده دوران باستان کلاسیک را در سراسر فرهنگ متاخر غرب نشان می‌دهد. کلمه یونانی mythos به کلمه یا گفتار گفته‌شده اشاره دارد، اما به یک حکایت، داستان یا روایت نیز اشاره دارد.